# 葉慶寧
葉慶寧（1951年—），香港旅行社金怡假期董事長，2010年被政府委任為旅行代理商諮詢委員會成員, 2016年立法會選舉旅遊界功能界別候選人，得288票，以337票差距敗給競逐連任的候選人姚思榮。

## 簡歷
葉慶寧是香港旅行社東主協會會長，至2016年6月在親共網媒《HKG報》長期發表文章，連續三屆參選立法會旅遊界功能界別失敗，也曾在2015年競逐旅遊業議會主席。他曾表示不會出選旅遊界功能界別，但後來卻於7月26日宣布參選。
他與另一候選人林少麟關係密切，被其視為「親大佬」。